# Маунтин Вју (Хаваји)
Маунтин Вју (енгл. Mountain View) насељено је место за статистичке потребе у америчкој савезној држави Хаваји. По попису становништва из 2010. у њему је живело 3.924 становника.

## Демографија
Према попису становништва из 2010. у граду је живело 3.924 становника, што је 1.125 (40,2%) становника више него 2000. године.
| Група             | 2000.       | 2010.       |
| Белци             | 637 (22,8%) | 871 (22,2%) |
| Афроамериканци    | 13 (0,5%)   | 15 (0,4%)   |
| Азијати           | 618 (22,1%) | 628 (16,0%) |
| Хиспаноамериканци | 450 (16,1%) | 801 (20,4%) |
| Укупно            | 2.799       | 3.924       |